# Пеликановые
Пелика́новые (лат. Pelecanidae) — семейство морских птиц из отряда пеликанообразных. Включает 3 рода: единственный современный род пеликаны (Pelecanus) и 2 ископаемых — Eopelecanus и Miopelecanus.

## Общая характеристика
Крупные морские птицы. Длина тела 130—180 см, масса 7—14 кг. Туловище массивное, крылья большие и короткие, ноги с широкой перепонкой между пальцами (все четыре пальца ноги соединены плавательной перепонкой), хвост короткий закруглённый. Шея длинная. Клюв длинный с крючком на конце. На нижней стороне клюва — сильно растяжимый кожаный мешок, используемый для ловли рыбы.Оперение плотное, густое, водоотталкивающее. Копчиковая железа хорошо развитая. Распространены преимущественно в тропиках и субтропиках. Большинство видов приурочено к океаническим побережьям материков и архипелагов. Питаются в основном рыбой, которую вылавливают, опуская голову в воду. Гнездятся колониями.

## Систематика
- † Eopelecanus — вымерший монотипический род пеликанов, единственный известный представитель, Eopelecanus aegyptiacus, описан в 2021 году по правому тибиотарзусу, обнаруженному в приабонских (верхний эоцен) отложениях формации Биркет-Карун в Вади-аль-Хитан в Египте[1].
- † Miopelecanus[1]
- Пеликаны (Pelecanus) — единственный современный род птиц в семействе. Включает 8 видов[4].